# Thomas Dyke Acland (11e baronnet)
Pour les articles homonymes, voir Thomas Dyke Acland.
Thomas Dyke Acland (25 mai 1809-29 mai 1898) est un réformateur de l'éducation britannique et un homme politique qui siège à la Chambre des communes entre 1837 et 1886 initialement en tant que conservateur et plus tard, après un écart de dix-huit ans, en tant que libéral.

## Jeunesse

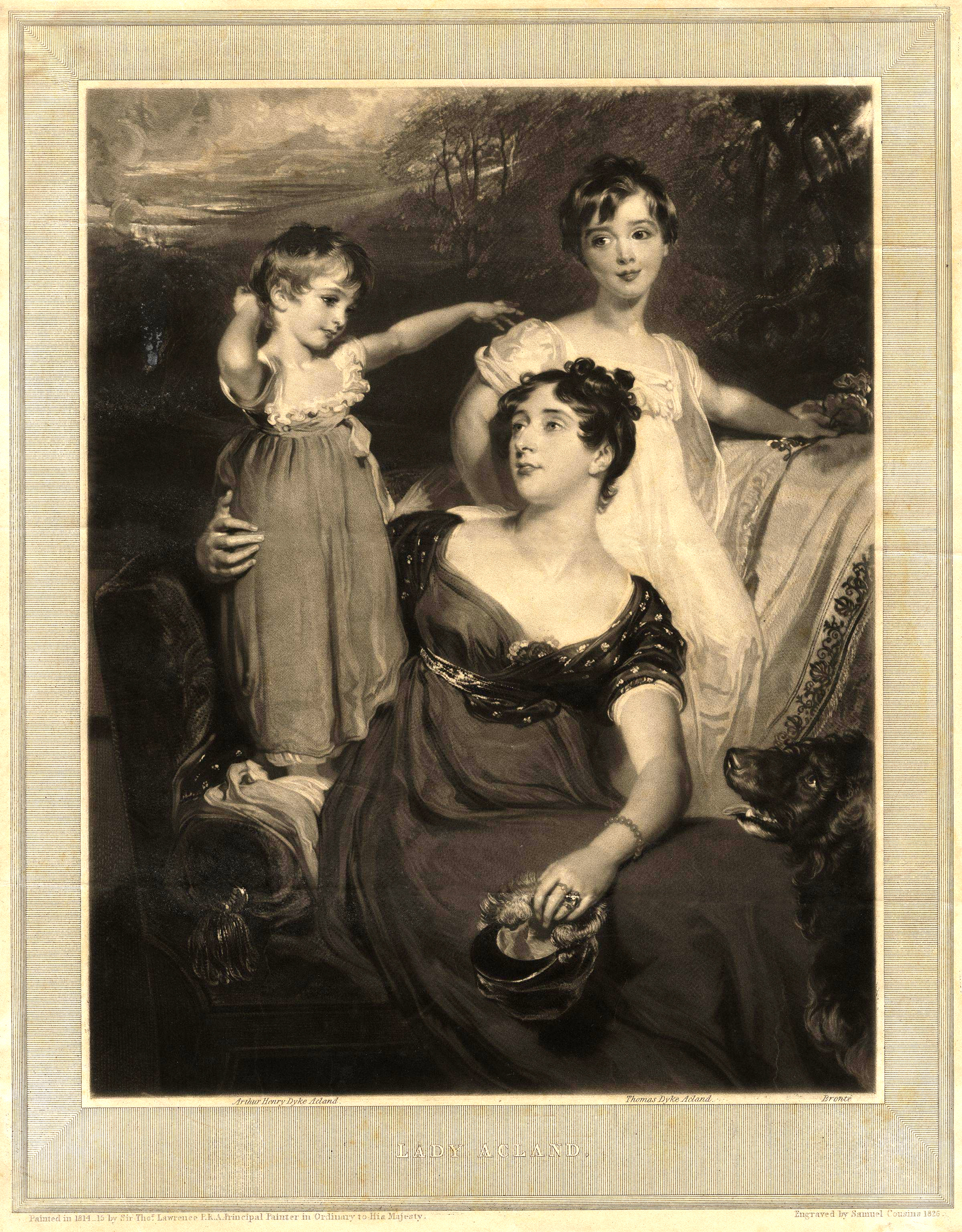
Thomas Dyke Acland (à droite) avec sa mère Lydia Elizabeth Hoare (au centre) et Arthur Henry Dyke Acland (à gauche). Mezzotinte de Samuel Cousins, 1826.

Il est le fils aîné de Thomas Dyke Acland, 10e baronnet et de Lydia Elizabeth Hoare. Le médecin, Henry Acland, et l'homme politique John Acland sont ses frères.
Ses grands-parents sont Thomas Dyke Acland (9e baronnet) et son épouse Henrietta Anne Hoare (fille de Richard Hoare, 1er baronnet) et Henry Hoare, associé dans la société bancaire C. Hoare &amp; Co du côté maternel.
Il fait ses études à Harrow et Christ Church, Oxford, où il se lie d'amitié avec William Ewart Gladstone et Lord Elgin. Il est major dans le Royal 1st Devonshire Yeomanry Cavalry. En 1839 il est élu membre de la Royal Society.

## Carrière
En 1837, il est élu membre du parlement pour Somerset West en tant que Tory. Pendant les tensions au sein du parti conservateur dans les années 1840 au sujet des Corn Laws, Acland soutient la politique de libre-échange de Robert Peel. Il ne se représente pas au Parlement lors des élections générales de 1847  et reste à l'extérieur de la Chambre des communes pendant près de vingt ans.
Il montre un vif intérêt et un engagement pour la réforme de l'éducation. Il a d'abord promu le maintien et la défense des écoles confessionnelles et la création d'écoles théologiques diocésaines. Cependant, il est devenu plus tard un partisan de projets éducatifs de caractère plus libéral et joue un rôle de premier plan dans la mise en place du système d'examens locaux d'Oxford en 1858. Il est également impliqué dans les questions agricoles et est administrateur de la Royal Agricultural Society. Il aide au recrutement d'Augustus Voelcker en tant que chimiste consultant auprès du Royal Bath et de la West of England Society vers 1849. Il est également colonel honoraire du 3e Volunteer Bn Devonshire Regiment et juge de paix pour le Devon et le Somerset. Il se présente à Birmingham comme un libéral modéré en 1859, mais est battu par John Bright.
En 1865, il revient à la Chambre des communes en tant que libéral lorsqu'il est élu comme l'un des deux représentants du Devonshire North. Entre 1869 et 1874, il est commissaire des domaines de l'Église. Il n'a jamais occupé de poste ministériel mais est admis au Conseil privé en 1883. La circonscription de Devonshire North est abolie par la réforme électorale de 1885 et il est réélu pour Wellington. Il vote pour le First Home Rule Bill en juin 1885, ce qui le conduit à la défaite aux Élections générales britanniques de 1886.
En dehors de sa carrière publique, Acland est également un mécène de l'art. Il est un ami de John Ruskin et un des premiers admirateurs de John Everett Millais.

## Vie privée
Il épouse Mary Mordaunt, fille de Charles Mordaunt, 8e baronnet, en 1841. Avant sa mort en 1851, ils ont trois fils et deux filles, dont: 
- Thomas Dyke Acland (12e baronnet) (1842-1919), qui épouse Gertrude Walrond, une fille de John Walrond (1er baronnet)[6]
- Mary Lydia Acland (née en 1846), qui épouse le révérend Richard Hart-Davis en 1872[7]
- Arthur Dyke Acland (13e baronnet) (1847-1926), qui épouse Alice Cunningham (en), une fille du révérend Francis Macaulay Cunningham
- Agnes Henrietta Acland (1851-1935), qui épouse Frederick Henry Anson, fils du révérend Frederick Anson[1]

Il épouse en secondes noces Mary Erskine, seul enfant survivant de John Erskine, en 1856. Ce mariage est sans enfant. Lady Acland est décédée en mai 1892.
Acland lui a survécu six ans et est décédé en mai 1898, à l'âge de 89 ans. Son fils aîné Thomas, qui est aussi un homme politique, lui succède comme baronnet. Le deuxième fils d'Acland, Arthur, qui devient baronnet en 1919, a également une carrière politique.